# Calle San Pablo (Sevilla)
La calle San Pablo de Sevilla se encuentra situada en el centro histórico, intramuros de la antigua muralla de la ciudad. Administrativamente está encuadrada en el barrio del Museo, dentro del distrito Casco Antiguo.

## Historia
Esta calle es conocida como San Pablo desde principios del siglo  XVI por el convento de San Pablo el Real establecido desde la conquista de la ciudad en 1248, cuando el rey Fernando III cedió a la orden dominica un terreno situado junto a la Puerta de Triana.
Funcionó como convento hasta 1835, cuando el edificio pasó a la propiedad del Estado en el proceso de desamortización de las propiedades de las órdenes religiosas. Las dependencias del convento albergaron un cuartel y oficinas administrativas del Estado, como  el Gobierno Civil y la Delegación de Hacienda. En julio de 1906 un incendio destruyó gran parte de la antigua sede conventual y en 1953 se procedió al derribo de lo que quedaba del claustro grande. En la actualidad solo se conserva la iglesia convertida en parroquia de Santa María Magdalena. 
En uno de los extremos de la calle que alcanzaba las murallas de la ciudad, se levantaba la denominada puerta de Triana, que era una de las más importantes de las quince puertas con que contaba la muralla que circundaba Sevilla, y por la que fluía un gran tránsito de personas y mercancías procedentes de Triana, que le daba su nombre, el barrio extramuros del Arenal y el Aljarafe. La construcción de la puerta databa de época almorávide y fue renovada ampliamente en 1585. Fue demolida en el año 1868, momento en que se procedió al derribo de la mayoría de las puertas y de la mayor parte de la muralla existente.

## Descripción

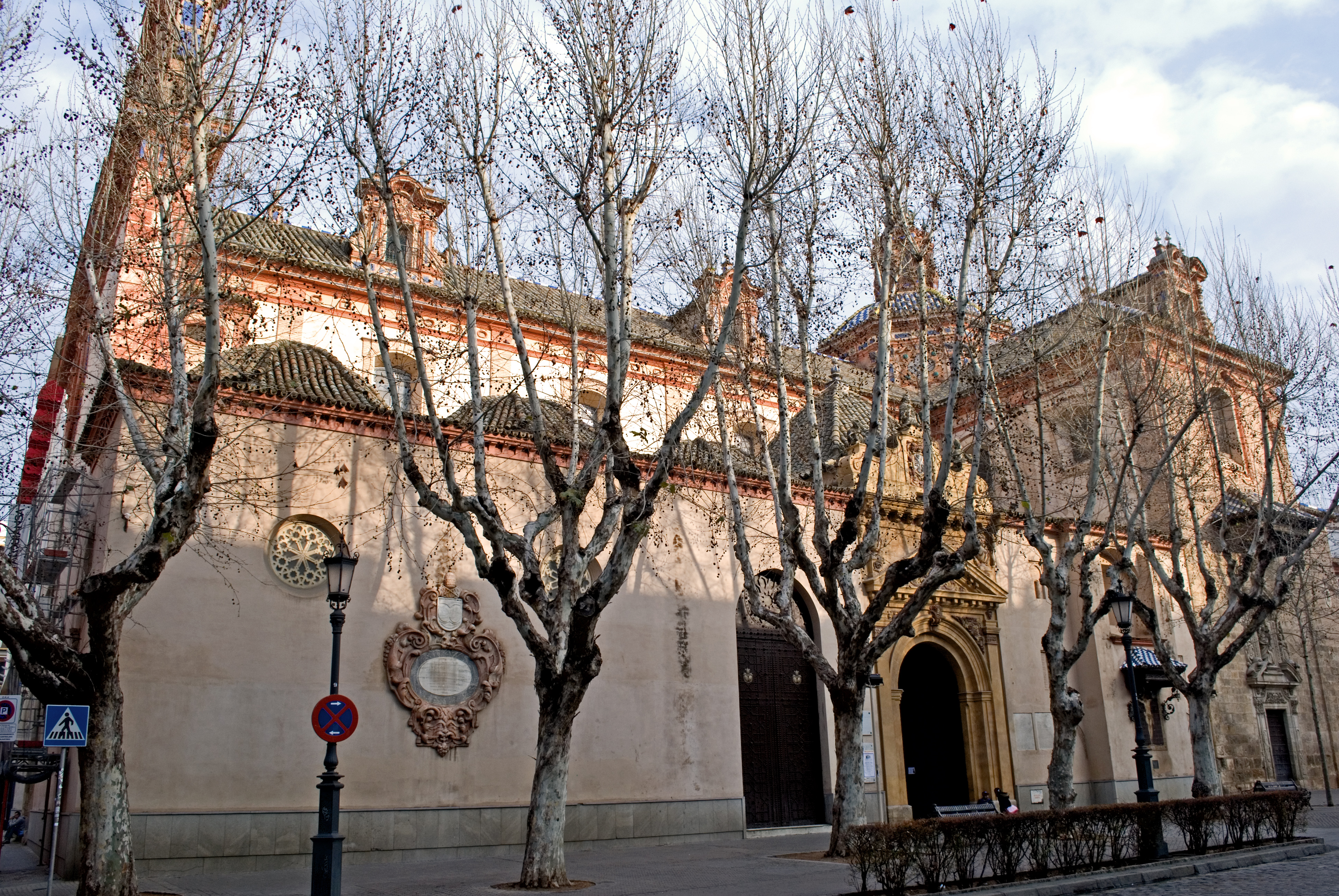
Fachada de la iglesia de la Magdalena hacia la calle San Pablo

la estructura de la calle es el resultado de distintos procesos de ensanche que le han dado su trazado actual. Hasta los años treinta del siglo XX, delante de la actual iglesia de la Magdalena se abría otra calle, que en 1941 tras el derribo de las casas que la formaban se incorporó a la actual San Pablo otorgándole mucha mayor anchura en esta parte. En el extremo contrario, en el siglo XIX, con el derribo de la puerta de Triana, la corporación municipal tenía como objetivo establecer un eje vial rectilíneo desde el puente de Triana hasta la calle San Pablo, que no se llegó a completar en toda la vía. Como consecuencia de este proceso la calle se estrecha actualmente a la altura de Cristo del Calvario y se amplía de nuevo hacia su final.

## Arquitectura

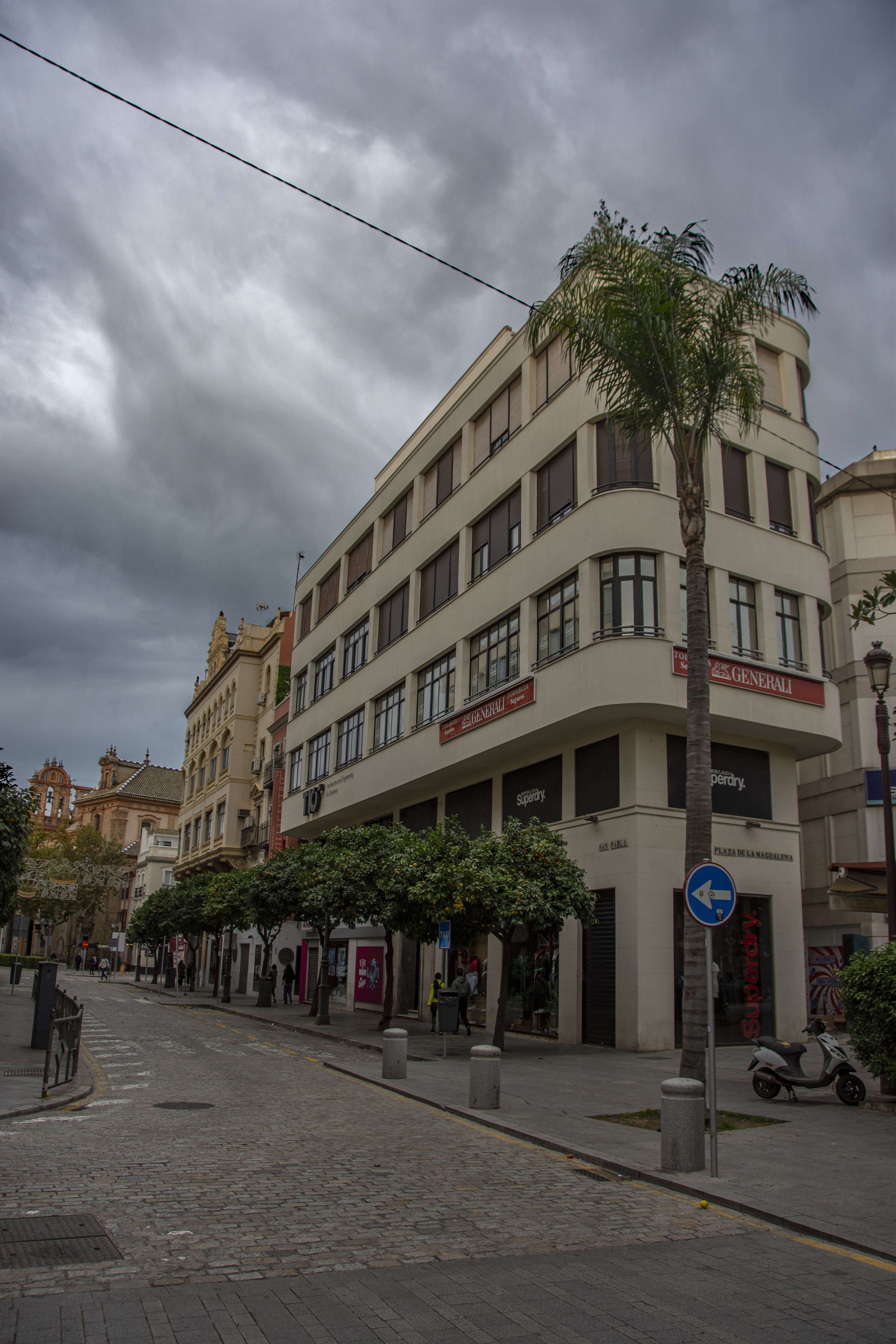
Vista del edificio Cabo Persianas en la calle San Pablo

Como elementos arquitectónicos destacados en la calle, se encuentran:
- La iglesia de Santa María Magdalena, edificio de estilo barroco, proyectada por Leonardo de Figueroa y levantada entre finales del siglo XVII y comienzos del siglo XVIII, como iglesia del convento de San Pablo el Real. Fue declarada Bien de Interés Cultural en 1970.
- Capilla de Montserrat.
- Calle San Pablo, 2:Edificio Cabo Persianas (1938-1940), obra de los arquitectos Rafael Arévalo Carrasco y Gabriel Lupiáñez Gely. inscritos en el Catálogo General del Patrimonio Histórico Andaluz, como bienes de catalogación general.[4]
- Calle San Pablo, 3: Casa Grosso  (1908-1909), obra del arquitecto José Espiau y Muñoz.[5]
- Calle San Pablo, 6: Edificio de viviendas para Ángel Sanz (1923-1924), obra del arquitecto Juan Talavera y Heredia.
- Calle San Pablo, 17: Casa de vivienda y comercio para Javier Íñiguez Rodríguez (1925-1926), obra del arquitecto Juan Talavera y Heredia.